# Готовцевы
Гото́вцевы (устар. Гото́вцовы) —  древний русский дворянский род.
При подаче документов (1686), для внесения рода в Бархатную книгу, были предоставлены две родословные росписи: Семёна и Фёдора Готовцевых, а также предоставлены грамоты Ивана IV Грозного: Ураку Андрееву Готовцеву на г. Котельнич на Вятке (1533-1547), ему же на половину ключа в Нижнем Новгороде (1549) и вотчинная жалованная грамота Михаила Фёдоровича Никите Дмитриевичу Готовцеву (1618/19)
В Гербовник внесены две фамилии Готовцовых:
1. Потомки выехавшего в Россию к великому князю Василию II Васильевичу Тёмному мурзы Ашмета, в святом крещении Пётр (Герб. Часть X. № 22).
2. Потомки Ивана Михайловича Готовцова, жалованного грамотой (1678) (Герб. Часть IX. № 104)[2].

Фамилия происходит от прозвища Готовец, которое по объяснению В. И. Даля означает человека бодрого, быстрого, «немешкотного», готовящего и поспевающего всегда к сроку. Фамилия встречается в разных частях России.
Род внесён в VI часть дворянской родословной книги Костромской и Симбирской губерний.

## Дворянские роды
В Общий гербовник внесено два различных герба близких ветвей одного рода галичских дворян Готовцевых. Фамилия дворянских родов может быть связана с литовским родом Готовтов из Виленской и Ковенской губерний.

### Готовцевы (потомства Петра Готовцева)
Род Готовцевых происходит от мурзы Ашмета, выехавшего к великому князю Василию Васильевичу Тёмному, принявшего православие и наименованного в крещении Петром, его сын Андрей имел прозвище Готовец. Их потомки приняли фамилию Готовцевых, многие из них впоследствии имели высокие чины на государственной службе, «жалованы были поместными и денежными окладами» , в погосте Ликурге Костромского уезда. Его герб внесён в Общий гербовник дворянских родов Российской империи (часть X, стр. 22) и верхняя часть герба представляет собой изменённый польский герб Деспот.
Игнатий-Урак Андреевич жалован поместьями в Нижегородском уезде (1549). Опричниками Ивана Грозного числились: Василий Вазаков, Василий и Давыд Ураковы, Семён, Фёдор, Дмитрий и Оецка Фёдоровичи Готовцевы (1573).
Никита Дмитриевич за Бельскую и смоленскую службы получил денежные придачи (1614). Галичанин Талуш Чудинович за Смоленскую (1614), за Можайскую службы и за московское осадное сидение получил денежные придачи (1618). Семён Васильевич за Дорогобужскую службу и плен (1617), за Можайскую службу (1618) получил денежные придачи. Михаил Петрович вёрстан новичным окладом по Брянску (1628)

### Готовцевы (потомства Ивана Михайловича Готовцева)
Иван Михайлович Готовцев, родоначальник ответвления от рода, за службу под Киевом пожалован (1678) грамотою от государей на поместье в деревне Ляхово в Ликургской волости Костромского (позднее — Солигаличского и Буйского) уезда. Потомки данного рода служили российскому престолу дворянские службы в разных чинах и владели деревнями. Внесены в родословную книгу Костромской губернии. Иван Давыдович Готовцев упоминается в Галиче (1596). Герб ответвления внесён в Общий гербовник, часть IX, стр. 104.

## Известные представители
- Готовцев Василий Дмитриевич — московский дворянин (1636-1640).
- Готовцев Семён Васильевич — стряпчий (1658), стольник (1677-1692), судья в Дворцовом судном приказе, завоеводчик в Крымском походе (1687).
- Готовцев Данила Васильевич — московский дворянин (1658).
- Готовцевы: Никита Наумович и Богдан Семёнович — московские дворяне (1658-1677).
- Готовцев Фёдор Семёнович — московский дворянин (1676).
- Готовцев Василий Семёнович — стольник (1680-1692).
- Готовцевы: Иван и Александр Семёновичи — стольники царицы Евдокии Фёдоровны (1694)[6].
- Семён Степанович Готовцев (ок. 1769—1809) — российский военнослужащий, генерал-майор, герой сражения при Прейсиш-Эйлау.
- Анна Ивановна Корнилова (урождённая Готовцева, 1799—1871) — русская поэтесса, писательница.